# شبكة الإسناد المائل

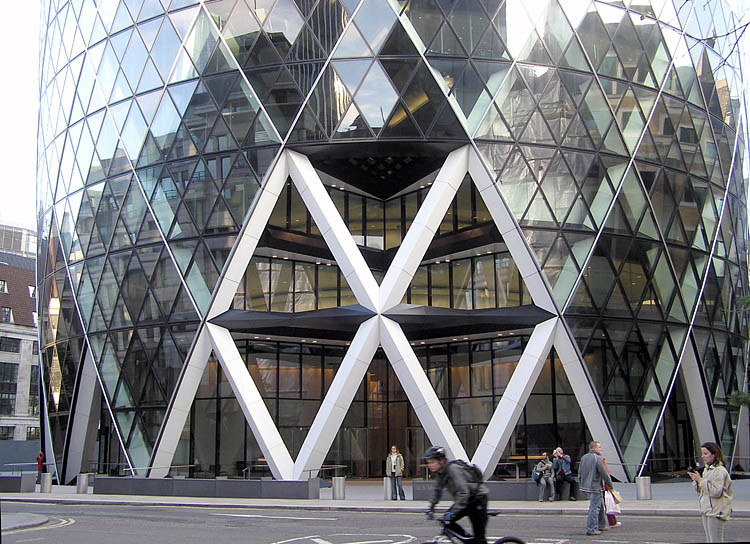
قاعدة برج سويس ري في لندن، بريطانيا.

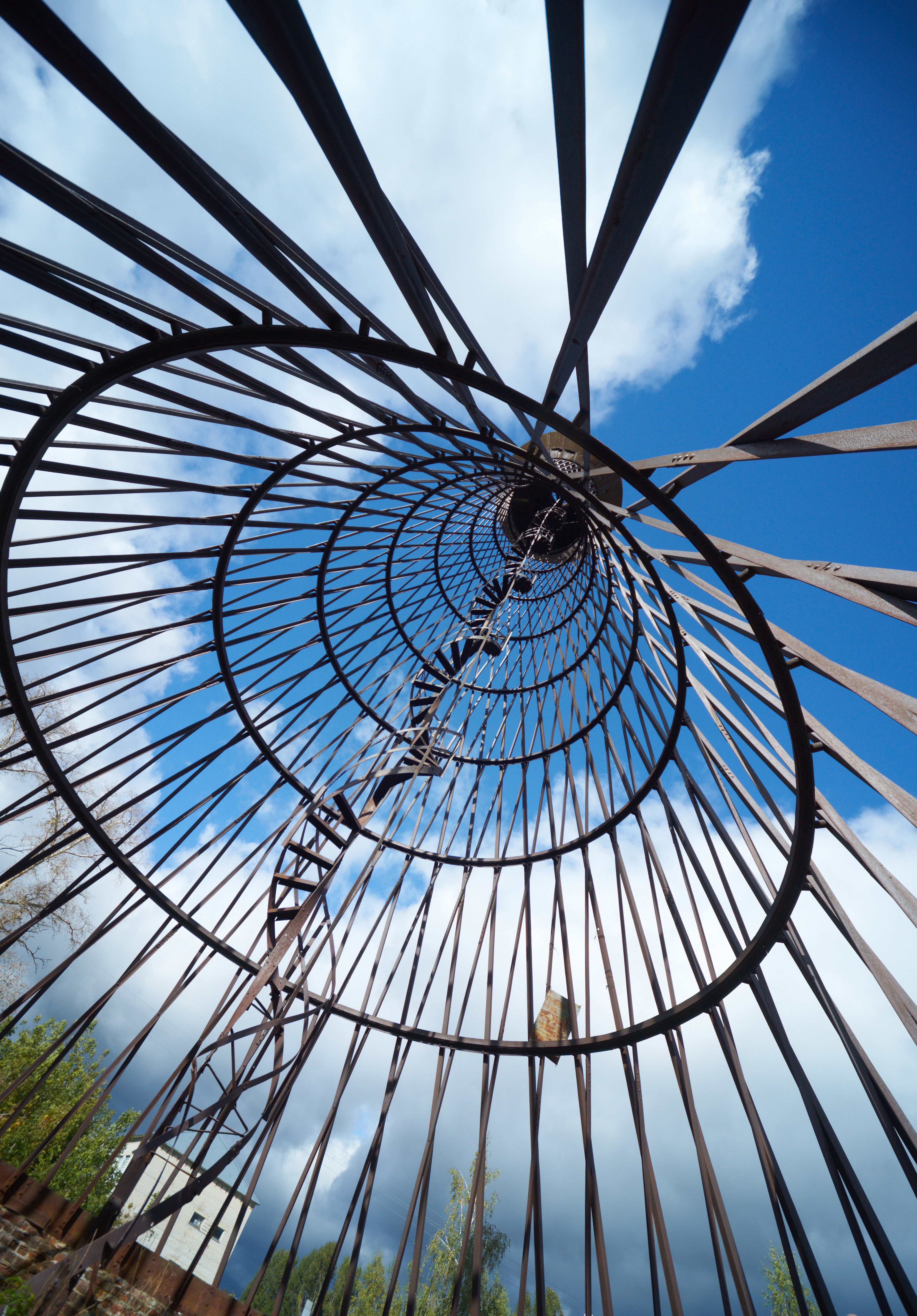
أول مبنى ذو قطع زائد في العالم يقع في روسيا.

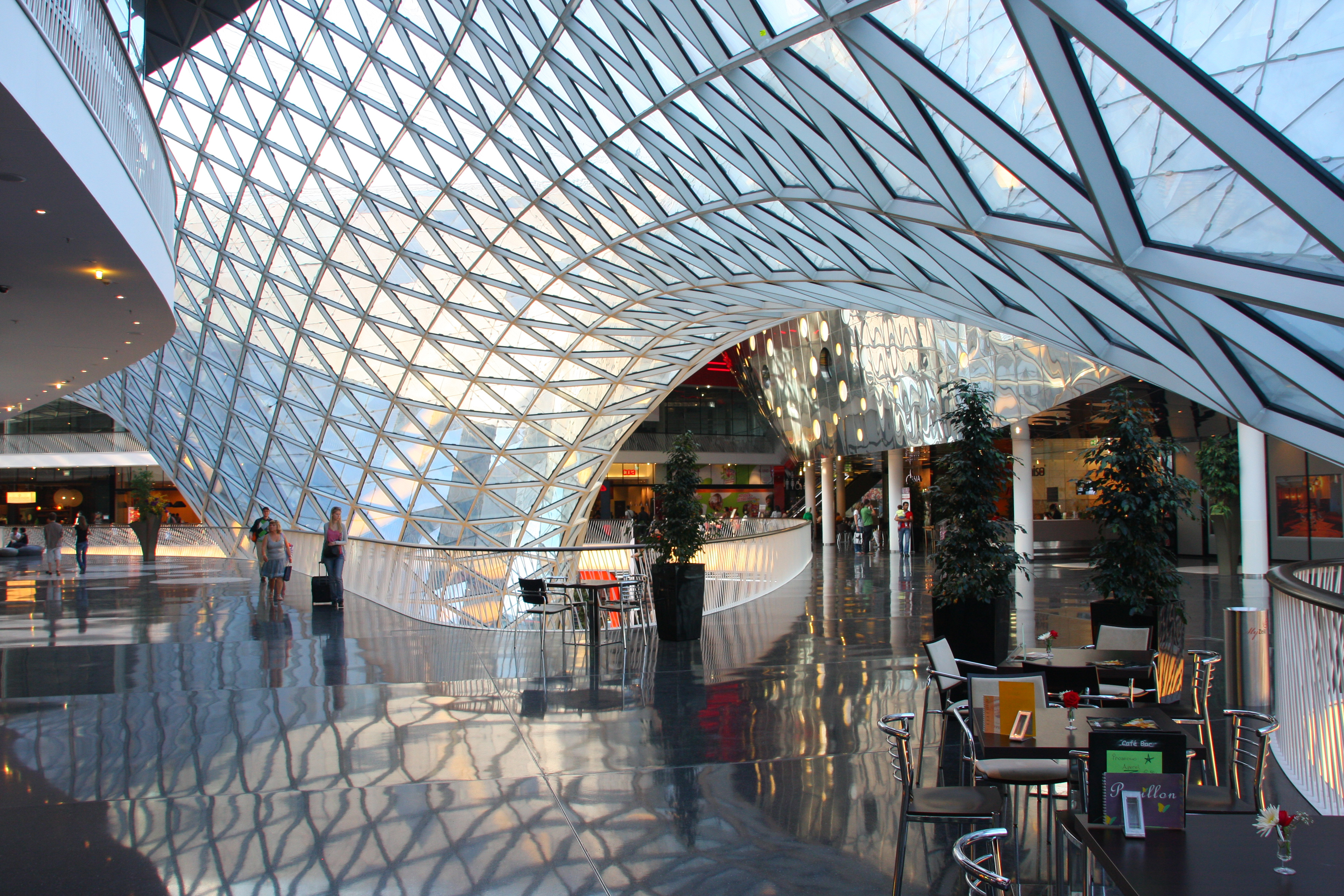
مركز تسوق "مايزيل" في فرانكفورت، ألمانيا.

شبكة الإسناد المائل أو الشبكة الوترية (بالإنجليزية: Diagrid أو Diagonal grid) هو تصميم لإنشاء المباني الضخمة باستخدام الفولاذ. يتشكل من خلال إنشاء هياكل ثلاثية مزودة بدعامات قطرية. ويتطلب هذا التصميم فولاذ إنشائي بشكل أقل من الإنشاء الفولاذي التقليدي، حيث يساهم في تخفيض التكاليف، كما إنه يعود بالفائدة على البيئة. ومن أهم الأمثلة على هذا، برج هيرست في نيويورك الذي صممه المعمار نورمان فوستر باستخدام الفولاذ بنسبة تقل بـ 21% عمّا يُستخدم في التصاميم التقليدية.
بالتالي، فأن الشبكة الوترية هذه تغني عن الحاجة لأعمدة الزوايا الكبيرة، وتوفر توزيع أفضل للأحمال في حالة وجود خطر على المبنى. هناك مبنى آخر صممه السير نورمان فوستر بهذا النظام الهيكلي، وهو برج سويس ري في لندن، والمعروف باسم «الخيارة».
ويُعد المعمار الروسي فلاديمير شوخوف، أول من قام باستخدام هذا النظام الهيكلي بالعالم في نهاية القرن التاسع عشر. وقد كتب المعمار البريطاني إيان ريتشي عن هذا الأمر في عام 2012 قائلا: «بلا شك أن أصل إنشاءات الشبكة الوترية يعود إلى العبقري الروسي فلاديمير شوخوف. لقد كان رائدا في الأساليب التحليلية الجديدة في كثير من المجالات المختلفة، ولقد كنتُ محظوظا بزيارة عدد من مشاريعه المبنية لأكثر من مرة. لقد ترك شوخوف إرثا في المدرسة البنائية الروسية السوفيتية المبكرة، وكمهندس قيادي ورياضياتي خلال الفترة المتأخرة من القرن التاسع عشر وأوائل القرن العشرين، استطاع أن يصمم الهياكل ذات القطع الزائد، وهياكل الشد، والهياكل القشرية الخفيفة...».
في الوطن العربي، تم الانتهاء من بناء أول برج في الشرق الأوسط يعتمد تقنية "Diagrid" التي تمتص الهزات خلال الزلازل العنيفة في أبوظبي، الإمارات العربية المتحدة في عام 2011، وهو برج بوابة العاصمة.

## وصلات خارجية
- تصميم وبناء هياكل الشبكة الوترية
- مصاعد برج هيرست
- تقنية شبكة الإسناد المائل المتطورة تبدأ في تشكيل برج كابيتال غيت في أبوظبي